# 画眉草黑粉菌
画眉草黑粉菌（学名：Ustilago spermophora）是属于黑粉菌目黑粉菌科黑粉菌属的一种真菌，寄生在画眉草属植物上。该种分布于中国、日本、印度、巴基斯坦、波兰、匈牙利、德国、罗马尼亚、苏丹、澳大利亚、美国、阿根廷等地。